# 16158 Monty
16158 Monty este un asteroid din centura principală de asteroizi.

## Descriere
16158 Monty este un asteroid din centura principală de asteroizi. A fost descoperit pe 5 ianuarie 2000 la Fountain Hills (Arizona) de Charles W. Juels. Asteroidul prezintă o orbită caracterizată de o semiaxă mare de 2,66 ua, o excentricitate de 0,20 și o înclinație de 3,0° în raport cu ecliptica.